# Ana María Martin Bringas
Ana María Martín Bringas é uma empreendedora no ramo de supermercado, diretora da Organização Soriana e participa ativamente de instituições de caridade. Filha de Francisco Martín Borque e Ana Maria Bringas de Martín, vem de uma linhagem de irmãos bem sucedidos: Francisco Javier, Juan José, Pedro Luis, José Ramón, Carlos Eduardo, María Teresa e Ricardo.
Segundo a revista Forbes México, a família Martin Bringas possui uma conta conjunta de $3.200.000.000 (três bilhões e duzentos bilhões de dólares), onde $560.000.000 (quinhentos e sessenta milhões de dólares) é a fortuna e patrimônio estimado de Ana María. 
Suas riquezas tiveram início em 1920 com um pequeno negócio no seguimento de varejo, o atual grupo de supermercados Soriana, fundada pelo seu pai e tio, Francisco Martín Borque e Armando Martín Borque, respectivamente. Com o tempo a família Martin Bringas foi expandindo e criando novas empresas. 